# Universal City (California)
Universal City è una zona non incorporata nella regione di San Fernando Valley, nella contea di Los Angeles, California.
Circa 1,7 km² all'interno e intorno all'area circostante sono di proprietà della Universal Pictures, uno dei cinque principali studi cinematografici negli Stati Uniti: circa il 70% della proprietà dello studio si trova all'interno di questa area non incorporata, mentre il restante 30% è all'interno dei limiti della città di Los Angeles.
All'interno dell'area di Universal City si trovano lo studio cinematografico e il parco tematico Universal Studios Hollywood, nonché il centro commerciale e di intrattenimento Universal CityWalk. All'interno dei limiti della città di Los Angeles si trova 10 Universal City Plaza, un edificio per uffici di 36 piani per Universal e NBC, lo Sheraton Universal, e la Universal Hilton. La stazione della metropolitana Metro Red Line con lo stesso nome si trova di fronte alla 10 Universal Plaza.
Una stazione del Dipartimento dello sceriffo della Contea di Los Angeles (LASD) si trova a Universal CityWalk, e la comunità ospita anche l'unica caserma dei pompieri finanziata dal governo situata su proprietà privata. La Stazione 51 (LACFD) dei Vigili del Fuoco della Contea di Los Angeles (formalmente Stazione 60 fino alla metà degli anni '90) riveste un significato speciale per la Universal, poiché la "Stazione 51" era l'ambientazione immaginaria della serie televisiva della Universal e Jack Webb Squadra emergenza (Emergency!). Tuttavia, l'attuale Station 51 non è stata utilizzata per riprese esterne, né utilizzata come modello per le riprese interne viste nello show (è stata utilizzata la LACFD Station 127 a Carson, California).

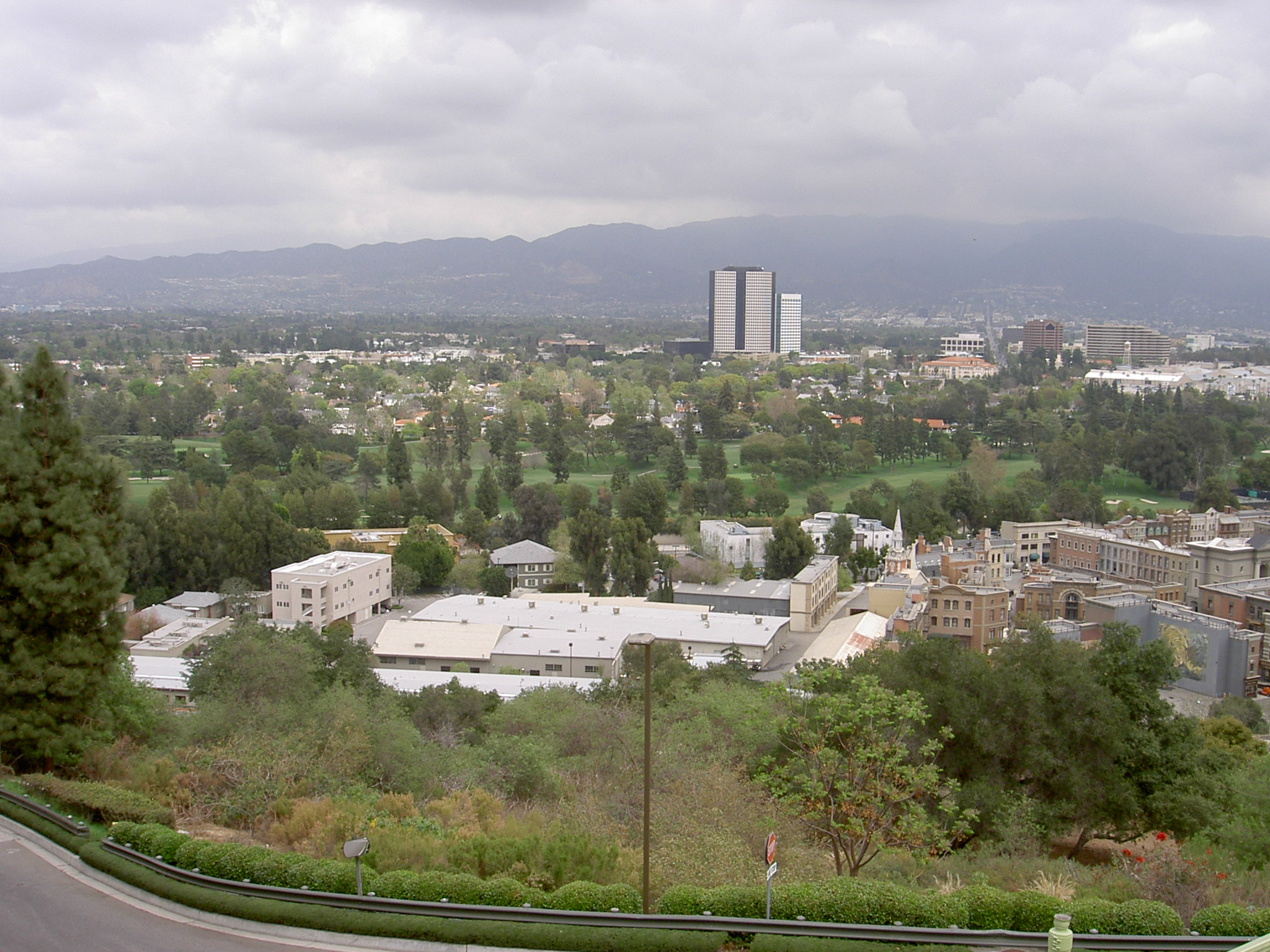
Vista sull'Universal City, con il quartiere dello studio Burbank sullo sfondo

Il codice postale di Universal City è 91608, e la community è all'interno del prefisso 818.

## Storia
Carl Laemmle aprì ufficialmente la Universal City (Lankershim Boulevard) il 15 marzo 1915, sulla proprietà Taylor Ranch di 230 acri. All'evento di lancio, in quella che oggi è la zona di North Hollywood, una folla di uomini e donne ha atteso con impazienza l'esposizione dei palcoscenici del film, audaci piloti acrobatici e idoli del cinema muto, così come le telecamere che Laemmle aveva portato con sé. "Guarda come sono fatte le commedie slapstick. Guarda le tue star preferite dello schermo fare il loro lavoro. Guarda come facciamo ridere o piangere le persone o sederci sul bordo delle loro sedie in tutto il mondo!" ha dichiarato un poster che promuove l'apertura di Universal.
Laemmle, un immigrato tedesco, fu il fondatore della Universal Pictures che aprì il suo primo nickelodeon a Chicago nel 1906. Si trasferì a New York, dove presto si unì a mezza dozzina di piccole compagnie cinematografiche per creare la società cinematografica che chiamò Universal Pictures.
Nel 1912, Laemmle gestì brevemente tre piccoli studi: Bison, Nestor e Oak Crest Ranch. Dopo una battaglia giudiziaria con la New York Motion Picture Company, il controllo del lotto Bison è stato restituito alla New York Motion Picture Company. La corte permise a Carl Laemmle di conservare l'uso del nome "Bison" come "Bison 101" per i suoi western, che furono girati nella proprietà di Oak Crest nella San Fernando Valley. L'Oak Crest Ranch è il luogo dove Laemmle ha girato il western At Old Fort Dearborn. La compagnia di terra e acqua di Providencia, chiamata "Oak Crest Ranch" nei giornali commerciali, divenne la prima sede della Universal City.
Nel 1913, Laemmle consolidò la proprietà Nestor studio e Oak Crest ranch. La sua prima città universale era troppo piccola, quindi ordinò la ricerca di una nuova e più grande proprietà nella valle, un luogo con più spazio. Laemmle prese in affitto Providencia Ranch nella San Fernando Valley nel 1912. Se era una città, era una città a casaccio (Motion Picture World): con l'aiuto di quasi 300 macchinisti e attori cinematografici, Laemmle costruì edifici improvvisati, installò cineprese e iniziò sfornando centinaia di western silenziosi a una o due bobine.
Altri capi di studio chiamarono il posto "Laemmle's Folly", deridendo che la proprietà era così lontana dalla città e che Laemmle poteva filmare lo scenario gratuitamente dove voleva. Laemmle era preoccupato di aver commesso un grosso errore, sebbene Universal fosse un successo perché il pubblico poteva osservare i film realizzati.
Nel frattempo, Laemmle ha aggiunto uno zoo all'Oak Crest Ranch (Moving Picture World nel 1913), che era aperto ai visitatori per generare pubblicità gratuita con il passaparola. I Rotariani di Los Angeles erano uno dei gruppi autorizzati a visitare la Oak Crest - Universal City. (The Rotarian - Febbraio 1914)
Essendo il ranch di Oak Crest troppo piccolo per la sua più grande Universal City, Laemmle acquistò la proprietà Lankershim Land and Water, il Taylor Ranch di 0,93 km2 per 165000 $, definendolo la sua "Nuova Città Universale".
Nel 1914, le operazioni a The Oak Ranch furono trasferite nel ranch di Taylor. Lo zoo del ranch Universal è stato spostato nel Back Ranch della proprietà Lankershim. La nuova Universal City fu aperta per lo staff Universal nel 1914.
Laemmle è andato su un otto giorni whistle-stop tour da Chicago a Los Angeles la settimana prima inaugurazione pubblica di Universal City. I suoi promotori hanno persino venduto la grande menzogna secondo cui Laemmle aveva convinto il Segretario della Marina a inviare una nave da guerra sul fiume Los Angeles per sparare una salva il giorno dell'inaugurazione. Gli orientali, speravano, avrebbero creduto a tutto ciò che avevano sentito parlare della California.
Dopo la prima guerra mondiale, Laemmle portò ancora più parenti dall'Europa dilaniata dalla guerra, portando il libro paga a 70. Il suo allegro nepotismo fu immortalato nel distico dell'umorista Ogden Nash: lo zio Carl Laemmle ha un grande faemmle. Carl Laemmle era responsabile della creazione del "sistema stellare" piuttosto che del semplice utilizzo di attori anonimi nei film.
Laemmle fu costretto a terminare i tour in studio negli anni '20, quando arrivarono i talkie e "il silenzio sul set" divenne un assoluto. Vendette il suo vasto impero dell'intrattenimento nel 1936. Prima della sua morte nel 1939, all'età di 72 anni, aiutò a portare più di 200 rifugiati ebrei tedeschi a Los Angeles.
Un nipote, Max, ha fondato la catena locale di teatri Laemmle.
La Universal City non ha più dato il benvenuto ai turisti fino al 15 luglio 1964, con l'apertura del parco a tema Universal Studios Hollywood e lo Studio Tour incluso. I decenni seguenti videro l'arrivo di hotel, un anfiteatro e Universal CityWalk (una finta strada cittadina e una destinazione popolare per turisti e gente del posto).